# Edwardmeer
Het Edwardmeer (Eduardmeer) of Rutanzige(meer) is het kleinste van de Grote Meren in Centraal-Afrika. Het ligt grotendeels in Congo-Kinshasa maar het noordoosten van het meer behoort tot Oeganda.
Het meer heeft een oppervlakte van 2325 km², een gemiddelde diepte van 17 m en een maximumdiepte van 112 m.
Het meer werd voor het eerst ontdekt door Europeanen in 1876 door de ontdekkingsreiziger Henry Morton Stanley en werd vernoemd naar de Britse prins Eduard, de latere koning Eduard VII. In de jaren 70 en 80 van de 20e eeuw hernoemden Oeganda en Zaïre (nu Congo-Kinshasa) het meer tot Idi Aminmeer (of Idi Amin Dada of Aminmeer) naar de Oegandese dictator Idi Amin. Nadat deze in 1979 de macht verloor, werd de naam van het meer weer terug veranderd naar Edwardmeer.
Abayameer · Abbemeer · Abijattameer · Afrerameer · Albertmeer · Assalmeer · Awasameer · Bamendjingmeer · Bangweulumeer · Baringomeer · Basakameer · Bittermeren · Cahora Bassa · Chamomeer · Delcommunemeer · Edwardmeer · Fitrimeer · Georgemeer · Guiersmeer · Hajkmeer · Kabambameer · Kabelemeer · Kabwemeer · Karibameer · Kisalemeer · Kitshomponshimeer · Kivumeer · Kokameer · Kyogameer · Lac Rose · Langanomeer · Mai-Ndombemeer · Manantalimeer · Malawimeer · Manyekemeer · Mofwelagune · Mwerumeer · Mweru-Wantipameer · Naivashameer · Nakurumeer · Nassermeer ·   Nyosmeer · Nzilomeer · Shalameer · Tanameer · Tanganyikameer · Tele-meer · Toshkameren · Tshangalelemeer · Tsjaadmeer · Tumbameer · Turkanameer · Upembameer · Victoriameer · Voltameer · Walilupemeer · Zimbambomeer · Ziwaymeer